# Bryum duvalioides
Bryum duvalioides là một loài rêu trong họ Bryaceae. Loài này được Itzigs. Warnst. mô tả khoa học đầu tiên năm 1896.